# NGC 1260
NGC 1260 (również PGC 12219 lub UGC 2634) – galaktyka soczewkowata (S0-a), znajdująca się w gwiazdozbiorze Perseusza w odległości 238 milionów lat świetlnych. Odkrył ją 19 października 1884 roku Guillaume Bigourdan.
Oddziałuje grawitacyjnie z sąsiednią galaktyką PGC 12230. Obie te galaktyki należą do Gromady w Perseuszu.

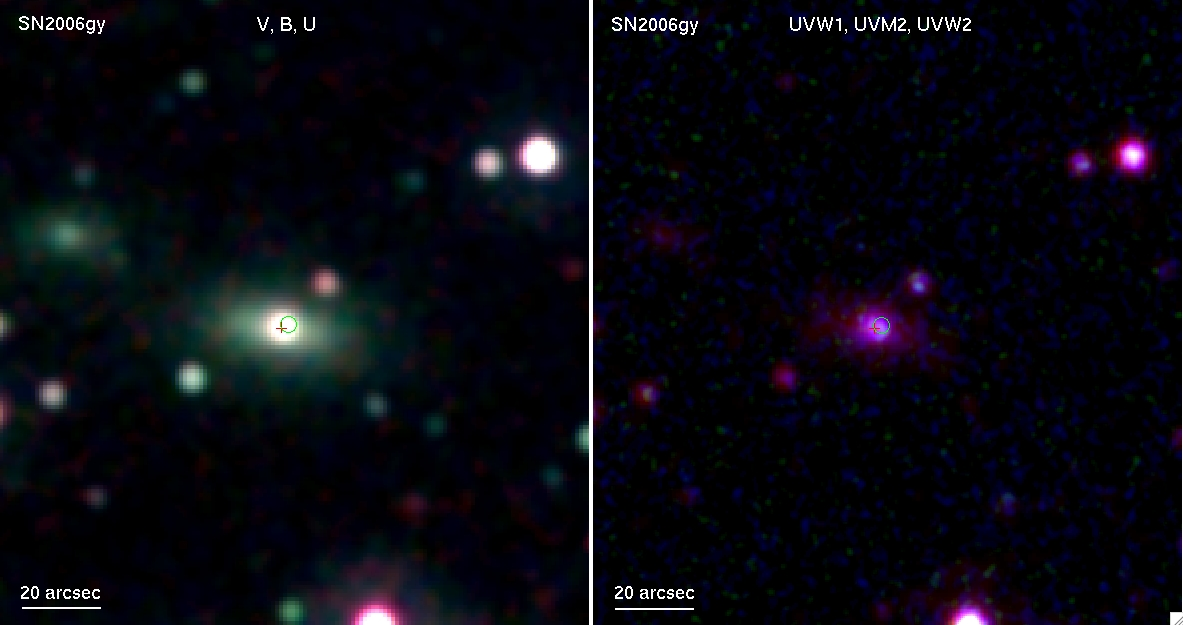
Zdjęcia supernowej SN 2006gy w galaktyce NGC 1260 wykonane przez satelitę Swift.

We wrześniu 2006 w galaktyce odkryto SN 2006gy – najjaśniejszą (pod względem jasności absolutnej) zaobserwowaną w historii astronomii supernową (jasność absolutna ok. -22m).